# Liceo scientifico statale Vittorio Veneto
Il Liceo scientifico statale "Vittorio Veneto" è un liceo italiano, con sede a Milano in via De Vincenti, 7.

## Storia
Nato nell'anno 1923, il liceo Vittorio Veneto è tra i primi licei scientifici istituiti dalla Riforma Gentile che aveva definito il piano di studi di questa tipologia di istituti superiori. Nel corso del XX secolo, dagli anni sessanta agli anni settanta sono stati attivati vari corsi sperimentali. Dal 1987 è iniziata la sperimentazione legata al PNI e nel 1994 una sperimentazione linguistica.

## Sedi
La prima sede storica del "Vittorio Veneto" è stata in via della Commenda; più tardi, per adeguarlo all'accresciuta necessità di spazi, il Liceo è stato trasferito in via Circo. 

Dall'anno 1958, il Liceo ha sede nell'attuale complesso in via De Vincenti.

## Struttura

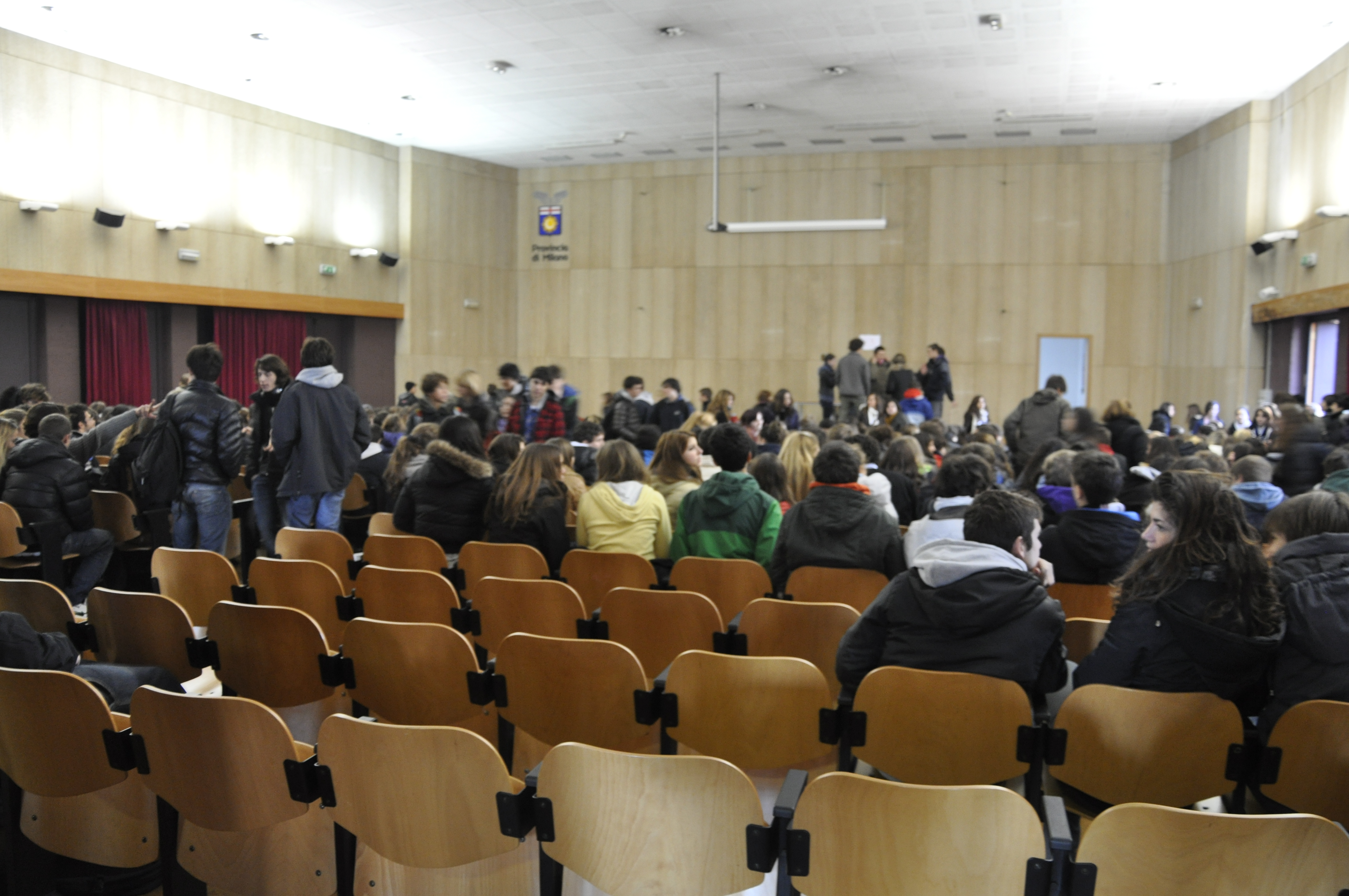
L'Aula Magna

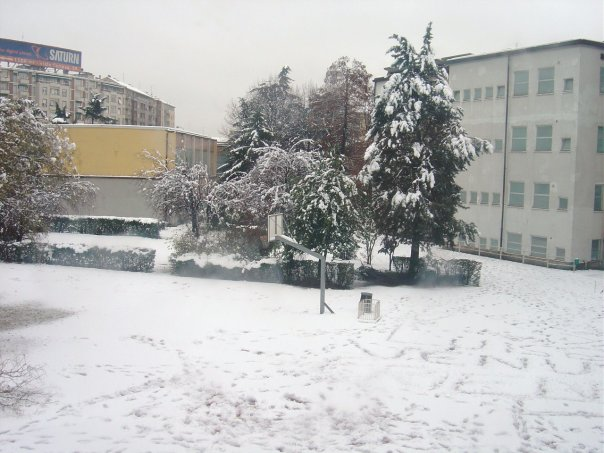
Il cortile d'inverno

La struttura del complesso di via De Vincenti è costituita da due edifici gemelli, sedi rispettivamente del Liceo Vittorio Veneto e dell'ITIS Ettore Conti.
Il "Vittorio Veneto" è dotato di laboratori di fisica, biologia, chimica, informatica e di varie aule speciali. 
Il Liceo dispone anche di una specola per le osservazioni astronomiche e di una fornita biblioteca.
Possiede palestre coperte (una delle quali è dotata di parete per l'arrampicata) e dispone di varie attrezzature sportive all'aperto.

## Pubblicazioni
- Aspetti della I guerra mondiale nei suoi riflessi politici, sociali e culturali, Convegno di storia Auditorium Liceo Scientifico Statale "Vittorio Veneto", Milano 10 marzo 2005, Pavia, Tipografia Commerciale Pavese, 2006, OCLC 879230302, SBN MIL0713049.
- Dai pianeti alle supernovae: quattro secoli di astronomia: 2009: anno mondiale dell'astronomia, Convegno di astronomia: Auditorium del Liceo Scientifico statale Vittorio Veneto: Milano, 11 e 12 febbraio 2009, Pavia, Tipografia Commerciale Pavese, 2009, OCLC 955239842, SBN BVE0532836.
- Augusto Marinoni, I rebus di Leonardo da Vinci raccolti e interpretati: con un saggio su 'Una virtù spirituale', Firenze, Olschki, 1954, OCLC 65303610, SBN UBO0085607.